# Taça Latina de 1963
A Taça Latina de 1990 foi a 8.ª edição da Taça Latina.
Esta foi a última edição para seniores. A competição viria a ser retomada em 1987, mas disputada sempre por selecções jovens (sub-20 a sub-23).
| País     | J | V | E | D | GM | GS | DG  | Pts |
| -------- | - | - | - | - | -- | -- | --- | --- |
| Espanha  | 3 | 3 | 0 | 0 | 11 | 2  | 9   | 6   |
| Portugal | 3 | 2 | 0 | 1 | 19 | 3  | 16  | 4   |
| Itália   | 3 | 1 | 0 | 2 | 5  | 5  | -1  | 2   |
| França   | 3 | 0 | 0 | 3 | 0  | 24 | -24 | 0   |

|          | Espanha | Portugal | Itália | França |
| -------- | ------- | -------- | ------ | ------ |
| Espanha  |         | 3-2      | 3-0    | 5-0    |
| Portugal |         |          | 3-0    | 14-0   |
| Itália   |         |          |        | 5-0    |
| França   |         |          |        |        |